# Ghiacciaio El-Sayed
Il ghiacciaio El-Sayed (in inglese El-Sayed Glacier) è un ghiacciaio lungo circa 24 km situato sulla costa di Ruppert, nella parte occidentale della Terra di Marie Byrd, in Antartide. Il ghiacciaio, il cui punto più alto si trova 175 m s.l.m., fluisce in direzione nord-est scorrendo lungo il versante nord-orientale della collina Zuncich, fino ad unire il proprio flusso a quello del ghiacciaio Land, poco a sud del monte Shirley.

## Storia
Il ghiacciaio El-Sayed è stato mappato dallo United States Geological Survey grazie a ricognizioni terrestri dello stesso USGS e a fotografie aeree scattate dalla marina militare statunitense (USN) nel periodo 1959-1965; esso è stato poi così battezzato dal Comitato consultivo dei nomi antartici in onore di Sayed Z. El-Sayed, oceanografo del Programma Antartico degli Stati Uniti d'America, che ha preso parte alle Spedizioni oceanografiche internazionali nel mare di Weddell nel 1967-68 e nel 1969-70.